# دلتامثرين
دلتامثرين (بالانجليزية : Deltamethrin) هو مركب كيميائي سام يستخدم كمبيد حشري يعمل على السمية العصبية عن طريق تسمم الجهاز العصبي لدى الحشرات.

## آلية العمل
دلتامثرين مبيد ينتمي إلى المجموعة البايروثرودية تاثير السمية بالملامسة ينتج عنه تسمم المعوي وتسمم الجهاز العصبي.

## الاستخدام
مبيد حشري يستخدم لمكافحة الصراصير والذباب.